# Naevius calilegua
Naevius calilegua là một loài nhện trong họ Amaurobiidae.
Loài này thuộc chi Naevius. Naevius calilegua được miêu tả năm 2000 bởi Compagnucci & M. J. Ramírez.